# Teoría de la fermentación

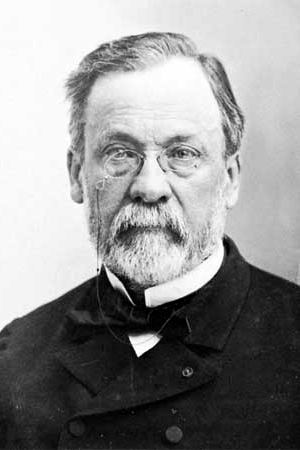
Louis Pasteur

La teoría de la fermentación fue estudiada en profundidad y traída a la luz por primera vez por Louis Pasteur. Esta teoría es la idea o concepto de cómo la fermentación es provocada por los microbios y se pone de acuerdo con el concepto de generación espontánea. A pesar de que esta teoría ahora está desactualizada y ha sido reemplazada por la teoría microbiana de la enfermedad, durante mucho tiempo se mantuvo vigente, y Pasteur estuvo a la vanguardia de explicar por qué parecía que los organismos aparecían de la nada en lugar de decir que era simplemente una reacción espontánea, un acto de Dios. La fermentación es un proceso que se ha utilizado durante miles de años, pero nadie pudo explicar exactamente cómo sucedía y qué lo provocaba. Desde el descubrimiento de Pasteur de por qué y cómo se produce la fermentación, el proceso se ha estudiado intensamente y su uso se extiende a la fabricación de diversos productos industriales como las bebidas alcohólicas, algunos alimentos como el yogur o incluso la fabricación de algunos medicamentos.

## Fermentación

Proceso de Fermentación

En pocas palabras, la fermentación es el proceso metabólico anaeróbico que convierte el azúcar en ácidos, gases o alcoholes. Este proceso metabólico se utiliza en ambientes escasos de oxígeno. La levadura y muchos otros microbios comúnmente usan este proceso para cambiar su respiración a anaeróbica para sobrevivir. Incluso el cuerpo humano lleva a cabo procesos de fermentación de vez en cuando. Cuando alguien corre una carrera de larga distancia, el ácido láctico se acumulará en sus músculos a lo largo de la carrera. Ese ácido láctico es el subproducto de la fermentación que tiene lugar en su cuerpo, que trata de producir ATP para que el cuerpo pueda seguir funcionando ya que no pueden procesar la ingesta de oxígeno lo suficientemente rápido. Aunque la fermentación dará un rendimiento de producción de ATP más bajo que la respiración aeróbica, puede ocurrir a una tasa mucho más alta. La fermentación ha sido utilizada conscientemente por los seres humanos desde aproximadamente 5000 a. C., donde se recuperaron los frascos en el área de las Montañas Zagros de Irán, en la que contenían restos de microbios similares a los presentes en el proceso de hacer uvas en el vino.

## Definición

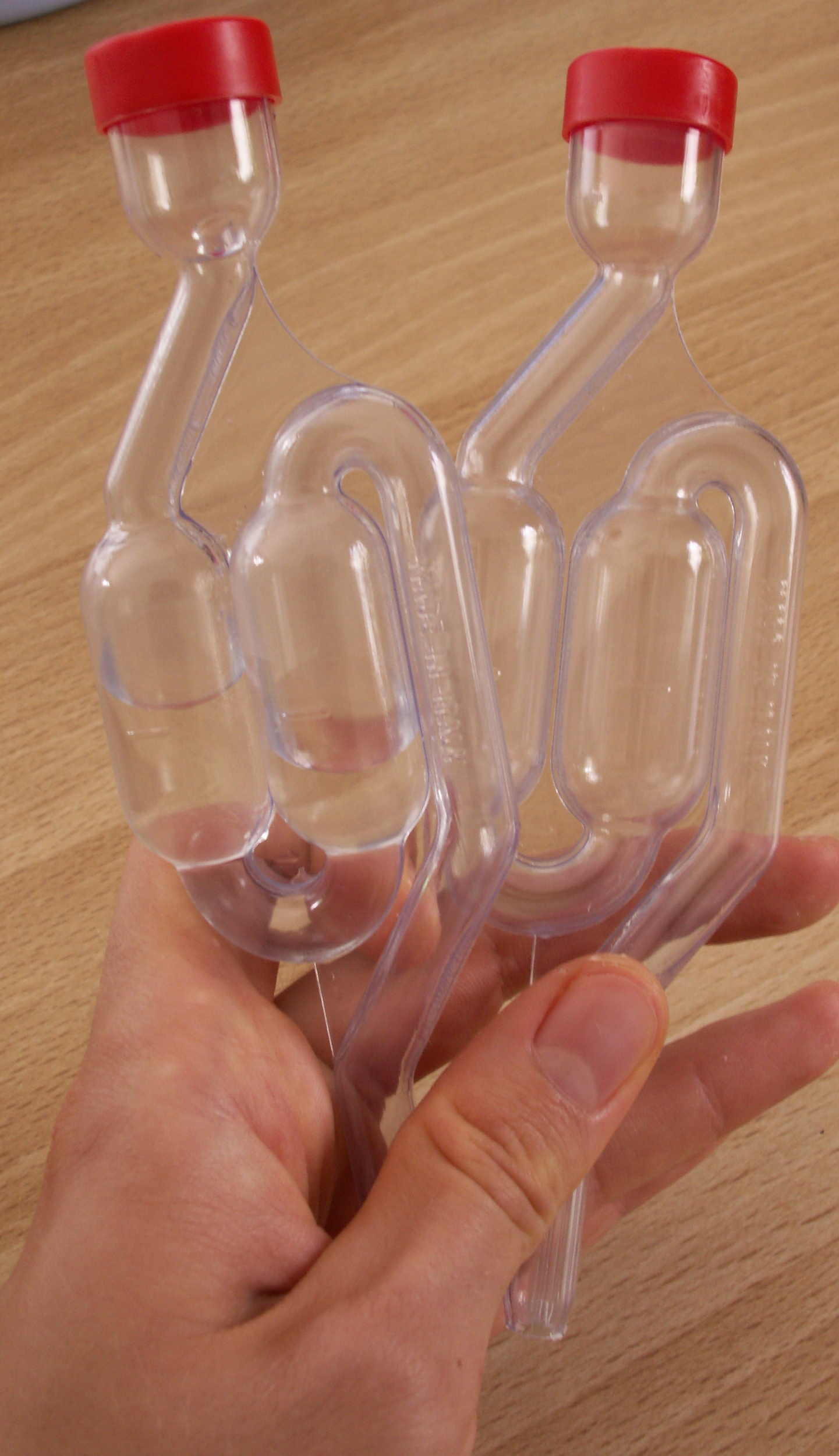
Ejemplo de un cuello curvo típico usado hoy.

Antes de la década de 1870, cuando Pasteur publicó su trabajo sobre esta teoría, se creía que aparecerían espontáneamente microorganismos e incluso algunos animales pequeños, como las ranas, que se acuñó como generación espontánea. La generación espontánea era la teoría explicada de que cuando ciertos elementos de la Tierra, como la arcilla o el barro, se mezclaban con el agua y la luz solar en ciertas cantidades, las criaturas simplemente salían de esa mezcla. Una forma común en que esta idea se "probó" una y otra vez fue tomando un trozo de carne cruda y colocándolo al aire libre, que casi siempre produciría gusanos. Esta idea fue aceptada y se cree que es cierta antes de que Louis Pasteur sacudiera la Tierra con sus nuevas ideas de que los organismos realmente provienen de inicios rastreables. Pasteur demostró que la fermentación es causada por el crecimiento de microorganismos, y el crecimiento emergente de bacterias en los caldos de nutrientes se debe a la biogénesis más que a la generación espontánea. Expuso los caldos hervidos al aire en recipientes que contenían un filtro para evitar que todas las partículas pasaran al medio de crecimiento. Sin embargo, cuando los recipientes estaban abiertos al aire que los rodeaba, aparecieron los organismos. Se podría concluir que la generación espontánea podría ser refutada. Los organismos no solo aparecieron sino que venían del aire, pero no pudimos verlos a un nivel tan pequeño. Su famoso experimento fue usado con un cuello curvo colocado encima de un vaso de precipitados. Este cuello curvo fue la clave para probar sus hallazgos porque mostró que los gérmenes y microbios tenían que caer en el caldo del interior. El cuello curvo no permitió que esto sucediera.
La teoría de la fermentación de la enfermedad es el concepto (ahora obsoleto) de que muchas enfermedades, incluidas las "epidémicas, endémicas y contagiosas", deben su origen a la presencia de un "principio morbífico" en el sistema, que actúa de manera análoga. actuando de una manera análoga, aunque no idéntica, al proceso de fermentación. Quedó obsoleta por la ,teoría microbiana de la enfermedad que llevó a la nueva ciencia de la bacteriología.

## Aplicación
Fermentar un caldo en un vaso de precipitados se ha convertido en algo más que una forma de demostrar que los organismos no solo aparecen de la nada. Hoy en día, el proceso de fermentación se utiliza para una multitud de aplicaciones diarias. Algunos de esos procesos incluyen medicamentos, bebidas y alimentos. Muchos medicamentos como los antibióticos son producidos por el proceso de fermentación. Un ejemplo es el importante medicamento cortisona, que puede prepararse mediante la fermentación de un esteroide vegetal conocido como diosgenina.

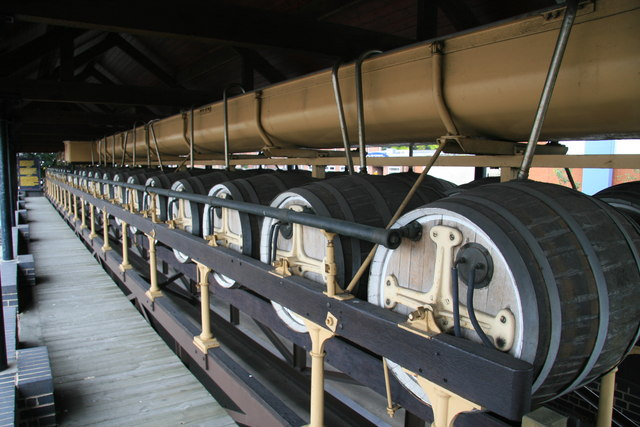
Sistema de fermentación

Las enzimas utilizadas en la reacción son proporcionadas por el moho Rhizopus nigricans. Tal como se conoce comúnmente, el alcohol de todos los tipos y marcas también se produce mediante fermentación y destilación. Moonshine es un ejemplo clásico de cómo se lleva a cabo. Finalmente, los alimentos como el yogur también se hacen por procesos de fermentación. El yogur es un producto lácteo fermentado que contiene los cultivos bacterianos característicos Lactobacillus bulgaricus y Streptococcus thermopiles.